# Rumantsch grischun
Rumantsch grischun ("graubündenromanska") är ett skriftspråk som är tänkt att fungera som ett övergripande standardspråk för alla rätoromaner. Det skapades 1982 av den Zürich-baserade språkforskaren Heinrich Schmid. Rumantsch grischun har inte blivit särskilt väl emottaget, och de flesta föredrar fortfarande att använda sitt lokala tal- och skriftspråk. Talare av de sinsemellan mest svårförståeliga dialekterna tenderar att tilltala varandra på schweizertyska, då praktiskt taget alla rätoromansktalande också behärskar schweizertyska och standardtyska. 

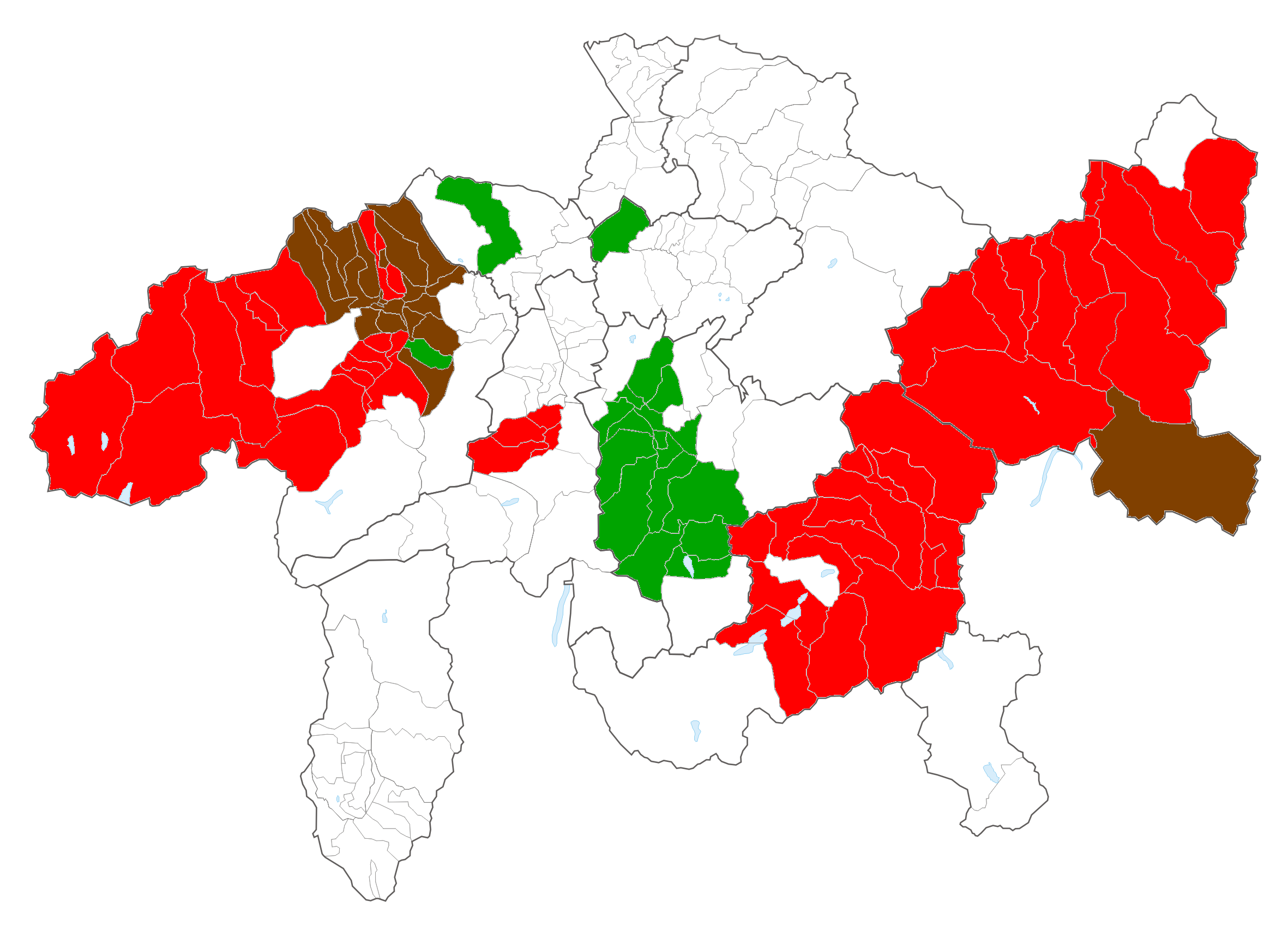
Skolspråksförhållanden 2012
Kommuner som har infört Rumantsch Grischun som skolspråk.
Kommuner som har en dialektal skriftspråksvariant som skolspråk.
Kommuner som har infört Rumantsch Grischun som skolspråk, men har beslutat om att återgå till en dialektal skriftspråksvariant.

2007–2009 infördes rumantsch grischun som skolundervisiningsspråk i en mängd kommuner, varav de flesta dock redan efter några år har gått tillbaka till det lokala språket. För närvarande (2015) är det undervisningsspråk endast i de rätoromanska skolorna i distrikt Albula, samt i de tysk-rätoromanska språkbadsklasserna i Chur och Domat.
Inom ortografin strävade Schmid efter att undvika alla stavningar som ser "underliga" ut, för att öka den allmänna acceptansen av den nya språkvarieteten och dess stavning. Därför har ord med /tɕ/ följt av /a/, /o/, /u/ <ch> (till exempel chalanda) eftersom både talare av engadinska (chalanda) och av Rhendialekterna (calanda) förväntar sig en stavning med <c>. Emellertid uttalas <che> och <chi> /ke/ och /ki/, då <k> anses vara en bokstav som inte passar i ett romanskt språk. Därför stavas ord med /tɕ/ plus /e/ eller /i/ med <tg> (till exempel tgirar) istället för <ch>. Användningen av <sch> för både /ʃ/ och /ʒ/, och av <tsch> för /tʃ/ har tagits över från tyskan, och rätoromanskans stavning är därmed en kompromiss mellan romansk och tysk stavning.